# Be bop (Diskothek)
Das be bop war eine Szene-Diskothek in Hildesheim, die zwischen 1976 und 1996 bestand.

## Lage und Gebäude
Die Diskothek befand sich bis Ende 1985 in einem ehemaligen Ausflugslokal auf dem Rottsberg. In dem Gebäude, das als Landgasthaus Wilhelmshöhe um 1900 errichtet wurde, hatten schon ab 1972 einzelne Tanzveranstaltungen stattgefunden. Durch seine Berglage oberhalb der Stadt war das be bop nur mit dem Auto, Motorrad oder durch einen langen Fußmarsch zu erreichen. Selbst die nächstgelegene Bushaltestelle Triftstraße war dabei gut 15 Minuten zu Fuß entfernt.  Ab 1986 lag die Disco dann in der Hildesheimer Nordstadt.

## Geschichte
Am 5. November 1976 wurde das notdürftig renovierte und per Eigenbau eingerichtete ehemalige Ausflugslokal von drei jungen Hildesheimern als Jugendlokal wieder eröffnet. Das Konzept: Nachmittags Teestube, abends Kneipe und Disco. Die Örtlichkeit („Hölle“ genannt) bestand aus einem großen Kneipenraum, dem sogenannten „Vorhof“, einem Nebenraum mit Flipper und Billardtisch und dem „Inferno“, der Diskothek.
In der eher spärlichen „alternativen“ Diskothekenszene der 1970er wurde das be bop schnell zum „Tanzschuppen der besonderen Art“, der bald „Kultstatus“ erreichte. „Das Hildesheimer Hexenhaus oben am Waldrand war der authentische Ort der Siebziger, die fantastische Disco mit experimenteller und Weltmusik, der Dreckschuppen, die Hölle“.
Entsprechend groß war das Einzugsgebiet der Diskothek. Die jugendlichen Gäste kamen aus Hannover, Celle, Höxter, Herford, Goslar und Göttingen angereist. Da sich abends bis zu 1000 Jugendliche im Lokal drängelten, wurden auch der Vorplatz und die umliegenden Wiesen intensiv genutzt. „Man blickte auf die Stadt hinunter und hatte zusätzlich noch das Gesamte, dieser großartige Sternenhimmel.“ Wegen des für Hildesheimer Verhältnisse exzessiven Drogenhandels mit harten Drogen, stand das be bop und seine Anfahrtswege von Anfang an unter verstärkter Polizeiüberwachung. Da auch zahlreiche britische Soldaten die Disco besuchten, kam es gelegentlich zu gewalttätigen Einsätzen der britischen Militärpolizei.
Ab Anfang der 1980er Jahre organisierte sich gegen die Disco eine „Interessengemeinschaft Lärmbelästigung Triftstraße/Rottsberg“, die vor allem aus Villenbesitzern unterhalb des be bops bestand und die Pächter mit Anzeigen und Klagen überzog. 1983 wurde vor dem Oberlandesgericht ein Vergleich geschlossen, nach dem die Diskothek nur noch zwei Jahre betrieben werden durfte. Das Gebäude war zu diesem Zeitpunkt schon in einem katastrophalen baulichen Zustand. Bei den letzten Konzerten regnete es durch die undichte Decke, an manchen Stellen gab der Fußboden nach. Am 30. Dezember 1985 schloss das be bop sein altes Domizil und zog in den Musikladen, ein ehemaliges Kino an der Steuerwalder Straße. Das alte Gebäude auf dem Rottsberg brannte an einem Abend im Februar 1987 fast vollständig aus. Die Flammen waren wegen der exponierten Lage kilometerweit in den umliegenden Wohngebieten zu sehen. Obwohl aufgrund der maroden Substanz des Gebäudes zunächst andere Ursachen in Betracht gezogen wurden, deuteten die näheren Umstände schließlich auf vorsätzliche Brandstiftung hin. Ein Täter wurde jedoch nie ermittelt.
Das be bop existierte noch jahrelang an seiner neuen Adresse in der Steuerwalder Straße, obwohl sich das alte Flair am neuen Standort trotz weitgehend guter Besucherzahlen nicht wiederherstellen ließ und das Musikangebot zunehmend mainstream-orientiert wurde. Für die inzwischen nachgewachsene Generation von Partygängern schien dies jedoch weniger relevant und das be bop war bis Anfang der 1990er Jahre noch eine feste Größe in Hildesheims Nachtleben. Seine Beliebtheit nahm wenig später jedoch deutlich ab und im Juni 1996 wurde die Disco endgültig geschlossen. Bald darauf wurde die Örtlichkeit nach kleineren Umbauten unter dem Namen Discothek Ypsilon wiederbelebt, aber konnte sich nur für wenige Jahre behaupten. Der reguläre wöchentliche Betrieb wurde letztlich eingestellt und es fanden nur noch gelegentliche Events wie Abi- oder Sylvesterparties im Ypsilon statt, bis einige Zeit später die vollständige Schließung erfolgte.
Im Laufe der Jahre hatte es etwa 550 Konzerte im be bop gegeben. Es spielten unter anderem Jan Akkerman, Herman Brood, Edgar Broughton, Jack Bruce, Gruppo Sportivo, Jan Hammer, Mungo Jerry, Renaissance und Tony Sheridan, deutsche Bands wie Can, DAF, Extrabreit, Hans-A-Plast, Ideal, KFC und Inga Rumpf, aber auch Jazzmusiker wie Stanley Clarke, Volker Kriegel und Schnuckenack Reinhardt. Einige der Musiker wurden dabei unter eher obskuren Bedingungen engagiert. Joe Cocker, der am 2. November 1981 dort auftrat, glaubte zum Beispiel, er sei von einem Verrückten für eine private Geburtstagsfeier gebucht worden.
Vom November 2007 bis Januar 2008 gab es zur Geschichte des be bop eine Ausstellung des Hildesheimer Stadtmuseums im Knochenhaueramtshaus von Brigitte Tast.